# Курово (Пушкинский городской округ)
Ку́рово — село, располагавшееся на левом берегу реки Учи в Воскресенском (позднее — Московском) уезде Московской губернии (ныне территория Пушкинского городского округа Московской области). В настоящее время не существует.

## История

### XVI век: Шеины и Лапин-Заболоцкий
Первое письменное упоминание о селе Курово относится к 1506 году. В 1585 году оно числилось как вотчина Дениса и Михаила Шеиных, получивших ее после гибели своего отца, окольничьего и воеводы Бориса Васильевича Шеина (внука владельца села Елдегино Д. В. Шеина). Исходя из этого можно предположить, что и в 1506 году село числилось за Дмитрием Васильевичем Шеиным. К концу XVI века в селе уже стояла деревянная церковь Николая Чудотворца, один двор вотчинников, два людских двора и два бобыльских. Однако захоронения здесь производились уже в начале XVI века: по сообщению В. Е. Коршуна, в 2019 году в районе бывшего села Курово было найдено фрагментированное изголовье белокаменной плиты с орнаментом «волчий зуб» и полукруглым клеймом с «лучевой» розеткой, датированное 1514/1515 годом. По сообщению того же исследователя, в результате экспедиции С. А. Иванова в начале 1990-х годов было выявлено несколько остатков белокаменных надгробий, одно из которых датировано 1540-м, а другое — 1559 годом (последнее относилось к захоронению воеводы Василия Семеновича Лапина-Заболоцкого).

### XVII век: Шеины, Великогагины, Пронские, Черкасские

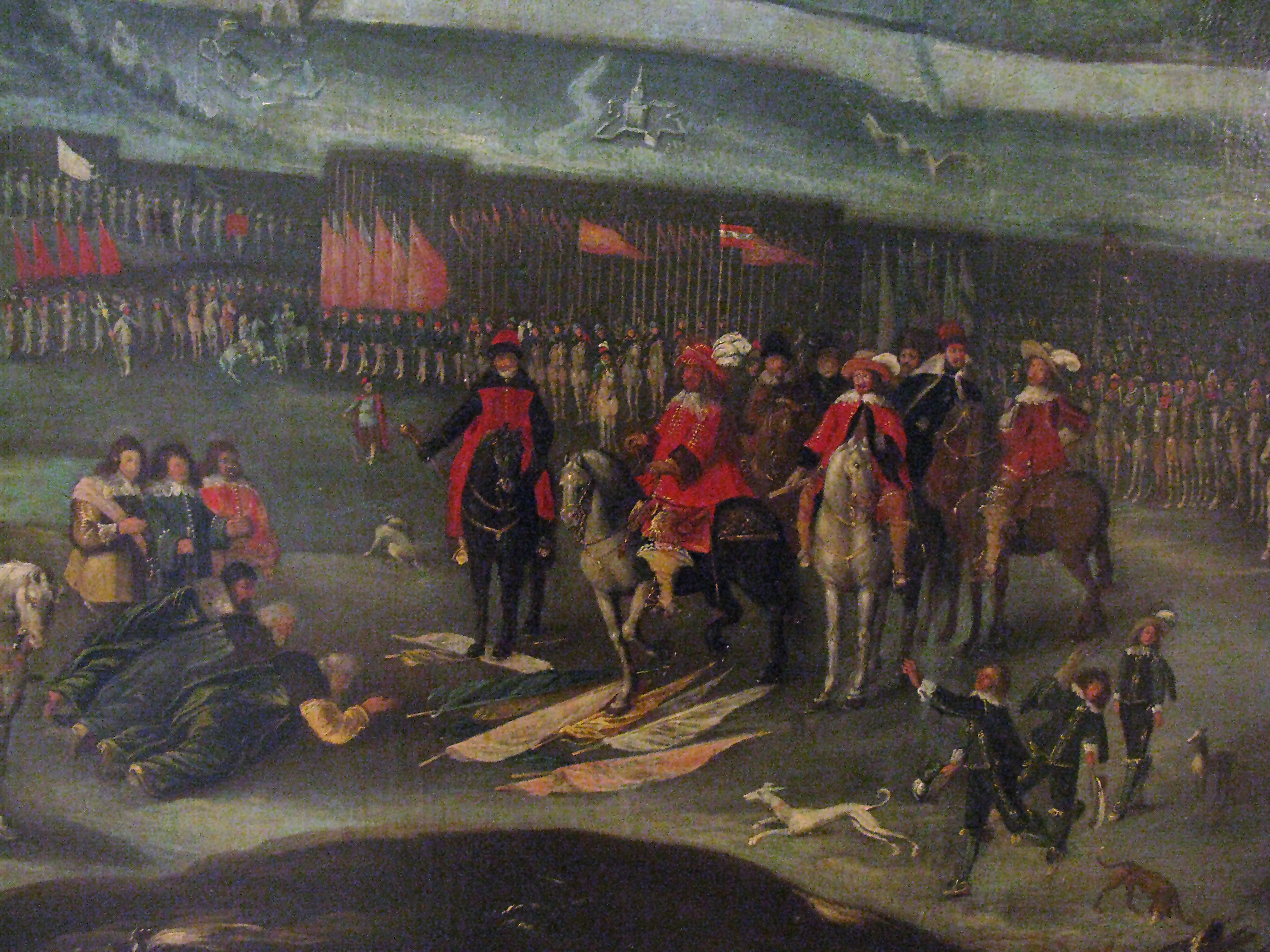
Капитуляция осадной армии М. Б. Шеина перед королём Владиславом IV (Триумфальная картина ок. 1634, неизвестный польский художник)

В 1623 году село Курово числилось за боярином и воеводой Михаилом Борисовичем Шеиным. При нем здесь находился двор вотчинника, а также 4 крестьянских и бобыльских двора. Здесь же стояла построенная еще в прошлом веке деревянная церковь Николая Чудотворца с приделом Бориса и Глеба. Судьба самого Михаила Шеина оказалась трагичной. После восьмилетнего пребывания в польском плену (1611—1619, вместе с будущим патриархом Филаретом) он спустя некоторое время был назначен главой Пушкарского приказа и занимал эту должность в течение 4 лет (1628—1632). В 1632 году Михаил Шеин вместе с Дмитрием Пожарским назначаются главнокомандующими русской армией в русско-польской войне 1632—1634 гг. Будучи блокированным польско-литовскими войсками и не получив должной поддержки в виде дополнительных войск, Михаил Шеин был вынужден капитулировать. В апреле 1634 года он был обвинен в неудачном развитии осады Смоленска и казнён на Красной площади в Москве. Единственный сын Михаила, Иван, погиб в том же году по пути в ссылку, вскоре после казни отца.
По сообщению В. Е. Коршуна, к этому же времени относится захоронение на сельском кладбище Стефана Ивановича Великогагина, представителя княжеского рода Великогагиных, родовой некрополь которых располагался в Троице-Сергиевом монастыре. При рассмотрении фотографии надгробия дату смерти можно трактовать как 7149 год (от сотворения мира), что соответствует 1641 году от Рождества Христова. Князь Стефан (Степан) Иванович Великогагин имел чин стольника и еще в 1638 году числился старшим из меньших воевод в Кропивне. В 1623 году он женится на дочери новосильского воеводы из рода рязанских бояр Измайловых, Авдотье (Дарье) Васильевне. В этом браке у них рождается Даниил Степанович Великогагин. В 1628 году Авдотья Васильевна состоит уже во втором браке со стольником Григорием Васильевичем Мезецким (приходился родственником владельцу пустоши Михалево в XVI веке), при этом ее рязанская вотчина все еще числится за Степаном Ивановичем Великогагиным.

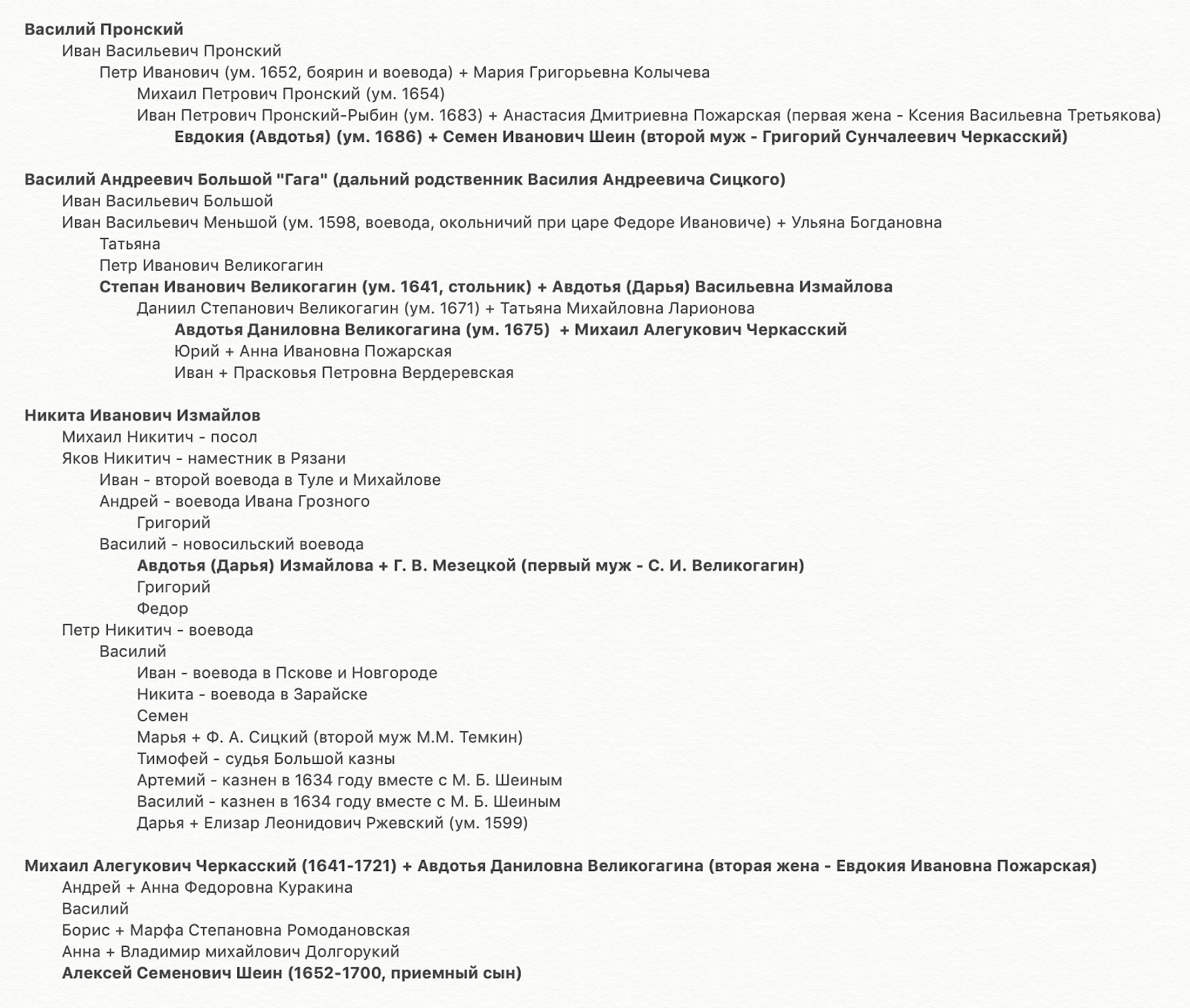
Часть родословной Пронских, Великогагиных, Измайловых и Черкасских

Примерно в эти же годы в семье князя, боярина и воеводы Ивана Петровича Пронского-Рыбина и Ксении Васильевны (урожд. Третьяковой) появляется на свет Евдокия (Авдотья) Пронская (ум. в 1686 году), которая впоследствии выйдет замуж за Семена Ивановича Шеина (внука Михаила Шеина). Последний числится владельцем села Курово в 1646 году. При нем здесь, помимо двора вотчинников, появляется двор земского дьячка и 10 крестьянских и бобыльских дворов (18 человек). На церковной земле (при деревянной церкви Николая Чудотворца) было еще 4 бобыльских двора с 9 жителями.
В 1650-е гг. заместителем у И. П. Пронского служил подросший Даниил Степанович Великогагин. В 1663 году, в период напряженной борьбы в Левобережной Украине из-за гетманства (прошло всего 9 лет после объединения территории Войска Запорожского с Русским царством), Даниил Великогагин в качестве представителя Москвы отправляется в Нежин для присутствия на генеральной казацкой раде при избрании нового украинского гетмана. Тем временем дочь Даниила Степановича, Авдотья Даниловна, уже состоит в браке с Михаилом Алегуковичем Черкасским, приемным сыном которого значится Алексей Семенович Шеин — ему было 3 года, когда умер его родной отец. К Алексею Семеновичу Шеину и переходит по наследству село Курово (в 1677 году он уже значился владельцем села).
Именно при А. С. Шеине в Курово в 1681—1687 годах возводится каменная церковь Знамения Пресвятой Богородицы с колокольней в несвойственном для Московского уезда стиле украинского барокко (здесь отчетливо наблюдается связь с деятельностью Даниила Великогагина, отца приемной матери владельца села, в Левобережной Украине). В этой церкви прослеживается явное влияние Николаевского собора в Нежине, построенного накануне казацкой рады 1663 года. О том, что к строительству церкви могли быть непосредственно причислены выходцы с Левобережной Украины, говорит название появившейся в это время соседней деревни Хохловой. Помимо церкви в селе уже значились конюшенный и скотный дворы, а также 13 кабальных дворов. По описи 1680 года к селу примыкали пустоши Кубасова и Разногина. В 1689 году село Курово было куплено у Алексея Шеина его шурином Иваном Васильевичем Приклонским (скорее всего, в силу малолетства детей владельца села). Алексей Семенович Шеин был женат на княжне Анне Петровне (урожд. Долгоруковой), с которой у него было два сына — Петр и Сергей (1692—1714).

### XVIII век: Екатерина I и Головкины

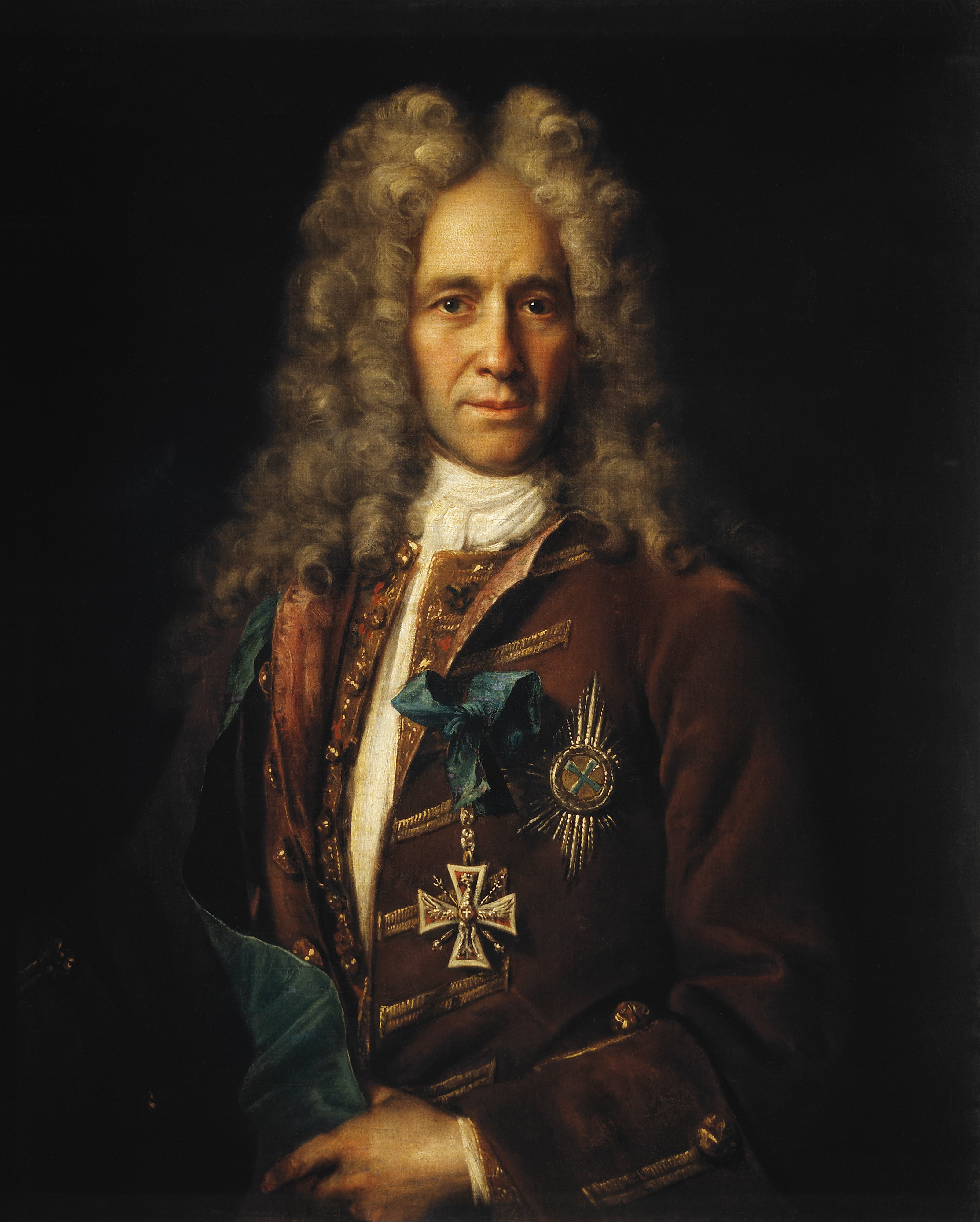
Портрет канцлера Г. И. Головкина (1660—1734). Худ. И. Никитин, 1720-е

В начале XVIII века Курово, Знаменское тож, вместе с Черкасовой Горой, Михалёво и Пруссами принадлежало Сергею Алексеевичу Шеину. По сообщению В. Е. Коршуна, из «Писцовых книг» и «Ревизских сказок» следует, что с 1713 года и до ее смерти село принадлежало второй супруге Петра I Екатерине. После смерти императрицы владение вместе с деревнями Суходол, Чапчикова, Хохлова, Акулова, Соколова, Кавезина и Черкасова Гора переходит к графу Гавриле Ивановичу Головкину. По его прошению в 1728 году деревянную обветшалую Никольскую церковь села Курово перенесли на кладбище (к северо-западу от Знаменской церкви), и после переосвящения она стала называться Преображенской.
При внуке Г. И. Головкина и его полном тезке (ум. в 1787), женатом на Екатерине Александровне (урожд. Шуваловой), в селе была построена каменная Никольская церковь в барочном стиле (1752), а позднее и колокольня со шпилем. Деревянный господский дом с двумя флигелями располагался к востоку от церквей. Между ним и дорогой на Курово был разбит регулярный сад. С противоположной стороны к дому примыкал парк с липовыми аллеями, спускающийся к прямоугольному пруду перед рекой Учой. В это время в Курово также действуют два «завода»: один конский «русской породы», другой — скотный с лошадьми и рогатым скотом российской и иностранной породы.
К концу 80-х гг. XVIII века владение селом переходит к сыну Г. И. Головкина Алексею. На протяжении XVIII—XIX веков иконостас Знаменской церкви села дополняется иконами работы марфинских крепостных живописцев.

### XIX век: Головкин, Дебрюж, Де-Брикар, Чертков, Ермолова, Арманд

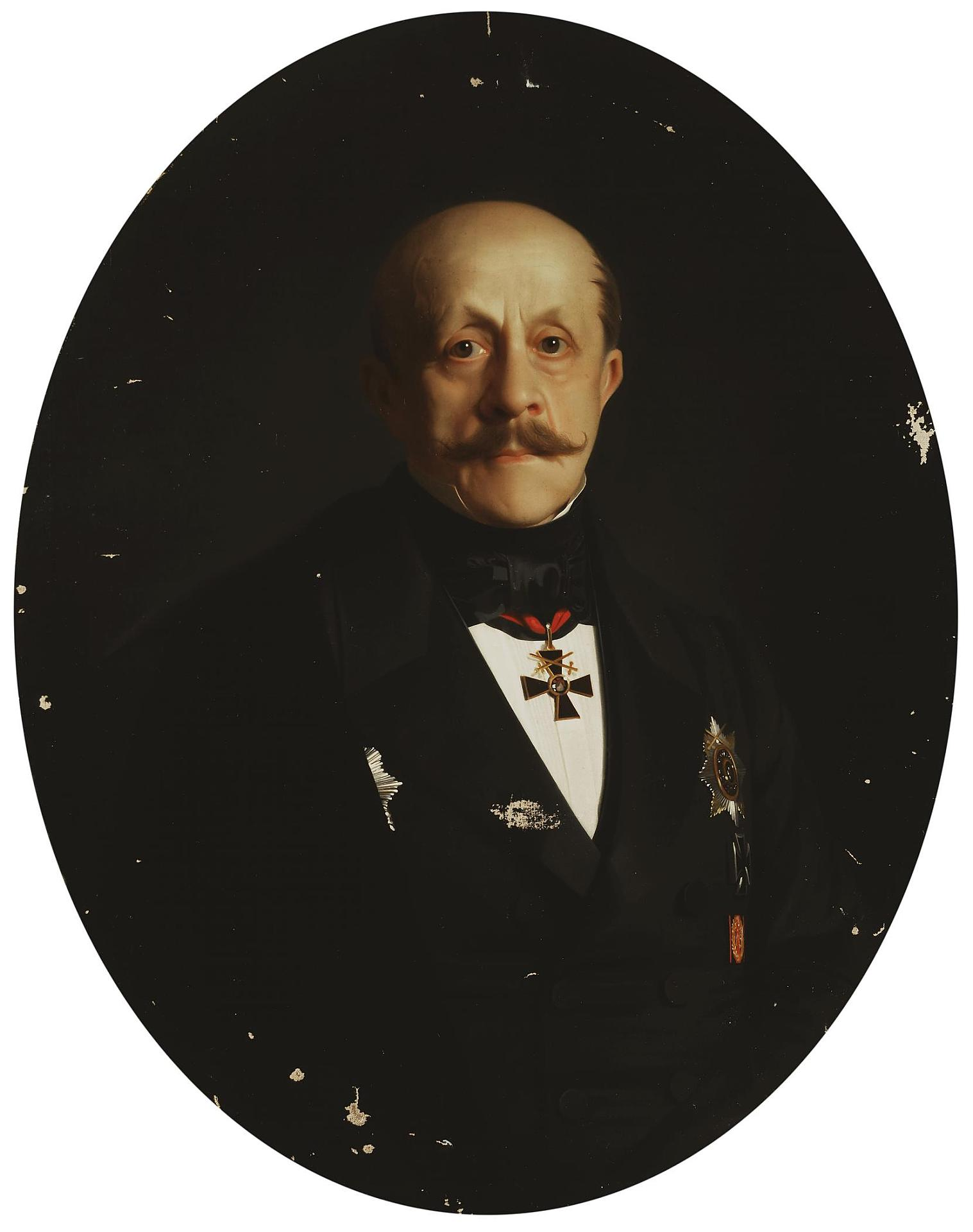
Портрет Александра Дмитриевича Черткова, 1857

По сообщению В. Е. Коршуна, село Курово принадлежало Алексею Гавриловичу Головкину до 1823 года. Во время войны 1812 года солдатами наполеоновской армии была разорена куровская хлебная мельница. Этим набегом можно объяснить находку в Курово монеты шесть кройцеров германского королевства Вюртемберг 1808 года, о которой упоминает В. Е. Коршун в своей книге «Пушкинские древности. Сохраним прошлое для будущего» (Москва, 2015, с. 73). Как известно, войну 1812 года в России нередко называли «нашествием двунадесяти языков», подчеркивая многоэтничность состава наполеоновской армии. Вюртемберг с 1806 года входил в состав Рейнского союза, находящегося под протекторатом Наполеона, и в войне 1812 года выступавшего на стороне Франции. Выходец из этого королевства и мог обронить свою монету во время набега. Как бы то ни было, в 1813 году владельцу села было выдано денежное пособие на восстановление хозяйства в размере 6570 рублей.
В 1827 году село перешло к сестре предыдущего владельца — Генриетте Дебрюж. В 1840 году село Курово с сельцом Черкасова Гора и окрестными деревнями, включая деревню Акулову (Окулову), были приобретены Александром Дмитриевичем Чертковым по крепостной купчей у Иосифа Альжапсовича Де-Брикара. При А. Д. Черткове в селе уже значилась водяная мельница с «сукновальным инструментом» — предшественник куровской шерстоткацкой фабрики. В 1852 году имение А. Д. Черткова переходит в качестве приданого к его дочери Софье, вышедшей замуж за Севера Ермолова. Последним владельцем села до революции был мануфактур-советник и промышленник Евгений Иванович Арманд.
О том, как выглядело село Курово в 1879 году мы узнаем из очерка Н. И. Пастухова: «Село Курово находится верстах в пяти от Пушкинской станции Ярославской железной дороги, по левую сторону пути из Москвы. Оно расположено на крутом берегу речки Учи. У церкви приютилась сторожка, в которой по праздничным дням прихожане, в особенности молодые парни и девицы, прихорашиваются перед зеркальцами, приносимыми в карманах. Неподалеку от церкви стоят невзрачные домики церковного притча, саженях в полуторастах раскинулись крестьянские избы, в числе не более семи, а поодаль от них — трактир, содержимый каким-то мещанином. Под горой, на реке, устроена мельница, с жилыми помещениями, а за рекою раскинулся лес, принадлежащий московским ямщикам Переславской слободы».
Во второй половине XIX века в Курово действовало «бумажно-картонное заведение». С 1879 года здесь числилась шерстопрядильная фабрика временно московской 2-й гильдии купчихи Елены Васильевны Дамриной и ее супруга купца Константина Петровича Дамрина (сгорела в 1883). В соседней деревне Хохловой в начале XIX века была мукомольная мельница, затем ваточное заведение рязанского купца Никифора Семеновича Дроздова, потом отбельная, после этого — картонная фабрика и, наконец, с 1875 года шерстопрядильная фабрика временно московской 2-й гильдии купца Константина Петровича Дамрина. С 1879 года работа на этой фабрике сократилась и часть машин и даже зданий была переведена на вновь устроенную фабрику того же владельца при селе Курово. В начале XX века владение шерстопрядильной фабрикой камвольной и аппаратной пряжи в Курово переходит к Торговому дому братьев С. Х. и Агабека Кеворковых. В 1907—1909 гг. году здесь числилось 163 рабочих. В 1914 году фабрика Кеворковых сгорела.